# جيمي دوغلاس (لاعب كرة قدم بريطاني)
جيمي دوغلاس (بالإنجليزية: Jamie Douglas)‏ (4 يوليو 1992 في المملكة المتحدة - ) هو لاعب كرة قدم بريطاني في مركز الهجوم. لعب مع بريستون نورث إيند وDungannon Swifts F.C. ‏.

## وصلات خارجية
- جيمي دوغلاس على موقع قاعدة بيانات كرة القدم.إي يو (الإنجليزية)
- جيمي دوغلاس على موقع Soccerway.com (الإنجليزية)